# Günter Schilder
Günter Gerhard Schilder (* 18. Februar 1942 in Wien) ist ein österreichischer Historiker der Kartographie und hatte von 1981 bis 2004 den weltweit einzigen Lehrstuhl für Geschichte der Kartographie an der Universität Utrecht inne.

## Leben
Nach der Matura studierte er Geographie und Geschichte. Er promovierte am 16. März 1970 in Wien mit der Arbeit Der Anteil der Niederländer an der Entdeckung von Australien bis Abel Jansz. Tasman und dessen Niederschlag in der Kartographie. 1971 ging er als Assistent von Cornelis Koeman an die Universität Utrecht. Am 10. März 1981 wurde er als Professor an die Interfakultät für Geographie und Vorgeschichte der Universität Utrecht berufen; dort wurde er am 1. September 2004 emeritiert.
Günter Schilder kann als Pate der modernen niederländischen historischen Kartographie bezeichnet werden und arbeitet eng mit Kollegen im In- und Ausland zusammen, von denen viele seine Schüler waren. Eine von Schilders großen Errungenschaften war die Gründung von Explokart, dessen Direktor er von 1981 bis 2007 war. Expokart ist einer Spezialeinheit der Universität Utrecht, die sich auf die Untersuchung von Kartographie Dokumente aus früheren Jahrhunderten konzentriert, die die Beziehungen zwischen Erkundungsreisen und den Menschen und Handwerken untersuchen, die an der Erstellung der resultierenden Karten beteiligt sind. Explokart hat bis 2022 zwei Kartenbibliographien erstellt.
Eine seiner wegweisenden Arbeiten war die neunteilige Faksimile-Serie Monumenta Cartographica Neerlandica. Schon früh wurden folgende Ziele festgelegt: Offenlegung und Bestandsaufnahme der Karten- und Atlasproduktion in Amsterdam im späten 16. und frühen 17. Jahrhundert mit Schwerpunkt auf der holländischen Beteiligung an den frühen geografischen Entdeckungen sowie Konservierung, Restaurierung und Herstellung von Faksimiles dieser Karten, um dieses Material für die Zukunft zu sichern.

## Auszeichnungen
Am 21. März 2019 erhielt Günter Schilder den siebzehnten Menno-Hertzberger-Preis für sein Gesamtwerk, insbesondere für Early Dutch maritime cartography.